# Patrick Murphy (pływak)
Patrick Murphy (ur. 22 lutego 1984 w Albury) – australijski pływak, dwukrotny brązowy medalista olimpijski, czterokrotny medalista mistrzostw świata.
Specjalizuje się w pływaniu stylem dowolnym. Jego największym osiągnięciem jest brązowy medal igrzysk olimpijskich w Pekinie (2008) w sztafecie 4 x 200 m stylem dowolnym. Sztafeta australijska w składzie Murphy, Grant Hackett, Grant Brits i Nicholas Ffrost przegrała tylko z Amerykanami i Rosjanami. Podczas tych igrzysk startował również w biegu eliminacyjnym w sztafecie 4 x 100 m, która w finale zdobyła brązowy medal.

## Osiągnięcia

### Igrzyska olimpijskie
| Igrzyska olimpijskie | Data             | Konkurencja               | Rezultat    | Miejsce |
| -------------------- | ---------------- | ------------------------- | ----------- | ------- |
| Pekin 2008           | 13 sierpnia 2008 | 4 x 200 m stylem dowolnym | 7:04,98 min |         |

### Mistrzostwa świata
- 2005 Montreal -  brąz - 4 x 100 m stylem dowolnym
- 2005 Montreal -  brąz - 4 x 200 m stylem dowolnym
- 2007 Melbourne -  srebro - 4 x 200 m stylem dowolnym
- 2009 Rzym -  brąz - 4 x 200 m stylem dowolnym